# Зафар, Рошане
Рошане Зафар (англ. Roshaneh Zafar; род. Лахор, Пакистан) — пакистанская предпринимательница и менеджер, организатор и руководитель Kashf Foundation и FINCA Microfinance Bank Limited; член советов директоров нескольких международных групп и неправительственных организаций по предпринимательству, а также расширению прав и возможностей женщин.

## Биография
Рошане Зафар родилась в Лахоре (Пакистан) в знатной интеллигентной семье.
Её отец — преуспевающий юрист и консультант.
Рошане Зафар получила степень бакалавра в области экономики и финансов в Уортонской школе бизнеса и магистра в области международного экономического развития в Йельском университете.
В начале 1990-х Зафар строила карьеру специалиста по развитию в Программе развития ООН и Всемирного банка.
В это время она стала одним из соучредителей первого в Пакистане кризисного центра для женщин Bedari.
На конференции по положению женщин в мире и их экономическому развитию она встретила основателя Grameen Bank Мухаммада Юнуса. Благодаря ему она решилась на поездку в Бангладеш, чтобы больше узнать о микрофинансировании и работе Grameen Bank.
После интенсивного двухмесячного изучения она решила адаптировать бизнес-модель этой организации в Пакистане.
В 1996 году Зафар создала и возглавила некоммерческую организацию Kashf Foundation в Пакистане, с которой и связана её дальнейшая карьера.
Со временем клиенты Kashf Foundation стали нуждаться в депозитах.
Однако законодательство Пакистана запрещает микрокредитным организациям принимать средства от физических лиц.
Для решения этой проблемы Рошане Зафар создала и возглавила Kashf Microfinance Bank, в ноябре 2013 года переименованный в FINCA Microfinance Bank Limited (см. ФИНКА Интернешнл).

## Награды и премии
За свою деятельность в области предпринимательства и развития женщин Рошане Зафар получила ряд наград и премий.
В 2005 году она получила из рук президента Пакистана Tamgha-e-Imtiaz — одну из высших государственных гражданских наград страны.
Госпожа Зафар стала одним из первых стипендиатов Фонда Ашока в Пакистане в 1997 году, а позже была названа социальным предпринимателем года Фондом Шваба (2003) и Фондом Сколла (2007).